# Torraye Braggs
Torraye Lamar Braggs (Fresno, 15 maggio 1976) è un ex cestista statunitense.

## Carriera
È stato selezionato dagli Utah Jazz al secondo giro del Draft NBA 1998 (57ª scelta assoluta).

## Palmarès
- Campionato lettone: 1

ASK Rīga: 2006-07